# Johann Otto Boeckeler
Johann Otto Boeckeler (Hanôver, 12 de agosto de 1803 – Varel, 5 de março de 1899) foi um botânico algólogo alemão. Era um especialista na família Cyperaceae.
Em sua honra foi nomeado o gênero botânico Boeckeleria T.Durand 1884 da família Cyperaceae.

## Vida
Böckeler nasceu filho de um mestre belter em Hanover e inicialmente aprendeu farmácia na farmácia Löwen em Hildesheim. Após três anos de treinamento físico em Altona, ele estudou na Universidade de Göttingen, onde se dedicou à botânica, zoologia e mineralogia, além de disciplinas farmacêuticas especiais. Após concluir seus estudos, trabalhou por um ano como trabalhador temporário na farmácia Hoffschläger em Bremen e ingressou na farmácia Alte em 1827 em Varel, que foi particularmente motivado pelo seu interesse pela flora costeira. Em 1828 foi aprovado no exame estadual em Oldenburg e em 1829, por meio de seu casamento com a filha de seu falecido predecessor Toel, tornou-se proprietário da farmácia Varel, que administrou por três décadas. Após a morte de sua esposa (o casamento não deixou filhos), ele vendeu a farmácia em 1857 para se dedicar inteiramente aos seus interesses botânicos.
Na década de 1930, Böckeler coletou principalmente plantas costeiras e enriqueceu significativamente nosso conhecimento da flora de Oldenburg ao encontrar várias espécies. Coletando, trocando e comprando, bem como identificando espécimes, ele construiu um herbário exemplar com 14 500 espécies e 1 600 plantas de capim azedo (Cyperaceae). Ele possuía, portanto, uma coleção que nem mesmo as universidades podiam se gabar na época. A partir de meados da década de 1950, ele fez da família sauergrass seu objeto de estudo favorito e, portanto, negligenciou mais pesquisas sobre a flora de Oldenburg. As suas publicações de 1855 referem-se exclusivamente a esta área, que inclui essencialmente os dois géneros Carex (juncos) e Cyperus (gramíneas cyper) e que estão entre as mais ricas em espécies do mundo. A importante coleção de Böckeler e os estudos comparativos com as Coleções Reais em Berlim logo o colocaram em posição não apenas de escrever ensaios sobre sua própria pesquisa sobre plantas recém-descobertas, mas também de corrigir o trabalho de outros autores. O resultado desses estudos formou sua principal obra de definição de tendências, The Cyperaceae of the Royal Herbarium in Berlin (1868–1877), que consiste em 1 620 páginas de texto com descrições de plantas escritas em latim. Böckeler logo foi considerado o melhor especialista em ciperáceas do mundo botânico e recebeu plantas de todas as partes do mundo para avaliação. Ele procedeu com extrema consciência com as determinações e mesmo na velhice não se esquivou da preparação muitas vezes trabalhosa de partes individuais da planta. Sua excelente memória e seu extenso herbário o apoiavam como objeto de comparação. Deixou mais de cinquenta artigos para o mundo botânico, que publicou principalmente em revistas botânicas e anuários na Alemanha e na Escandinávia. Além dos estudos botânicos, Böckeler também tratou de mineralogia e geologia, construiu uma valiosa coleção de minerais e paleontologia e deu palestras sobre tópicos químicos, botânicos e geológicos na sociedade social e literária de Varel. Devido à sua ânsia de trabalhar e à variedade de seus interesses científicos, Böckeler se afastou cada vez mais do público na velhice.

## Publicações
- Botanik; edited with Paul Friedrich August Ascherson and others (1879), part of Karl Klaus von der Decken's "Reisen in Ost-Afrika", etc. Bd. 3. Abt. 3.[4]
- Die Cyperaceen des Königlichen Herbariums zu Berlin, Linnaea; Vol. XXXV - XLI, (1900) - Cyperaceae of the Royal Herbariums of Berlin.[5]